# ガルフ・カルテル
ガルフ・カルテル（スペイン語: Cártel del Golfo、カルテル・デル・ゴルフォ、湾岸カルテル、湾岸連合、略称：CDG）は、メキシコの犯罪組織、麻薬カルテル。現存する組織としては、同国最古の犯罪組織であるとされる。
フアン・ネポムセーノ・ゲーラ（en）が、アメリカ合衆国における禁酒時代にアルコールの密造を始めたのが組織の起源。1970年代、フアン・ガルシーア・アブレゴ（en）指揮下でコカインの密造を始め、現在の麻薬カルテルへと移行していった。

## 歴史

### 創設と1930年代
ガルフ・カルテルは、メキシコ合衆国のタマウリパス州マタモロスに拠点を置く麻薬カルテルで、1930年代にフアン・ネポムセーノ・ゲーラによって設立された。この組織は元々はマタモロス・カルテル (スペイン語:Cártel de Matamoros ) として知られていた。ガルフ・カルテルは当初、アルコールやその他の違法商品をアメリカに密輸していたが、禁酒法時代が終わると、犯罪組織はギャンブルを規制し、住宅、売春組織、自動車盗難ネットワーク、その他の不法密輸を行い始めた。 1970年代に、ガルフ・カルテルの中心人物として知られているフアン・ガルシーア・アブレゴの指導の下で大きく成長した。

### フアン・ガルシーア・アブレゴ時代 (1980年代 〜 1990年代)
1980年代までに、ファン・アブレゴは麻薬密売活動にコカインを組み入れ始め、現在ではアメリカとメキシコの国境における最大の犯罪組織であるガルフ・カルテルと考えられている組織に対して優位に立つようになった。カリ・カルテルとの交渉により、ガルシア・オブレゴはコロンビアからの出荷の50％を、以前受け取っていた1キログラム当たり1,500米ドルではなく、配送料として確保することができた。しかし、この再交渉により、ガルシア・オブレゴはコロンビアから目的地への製品の到着を保証することを余儀なくされた。その代わりに、彼はメキシコの北国境沿いに倉庫を作り、数百トンのコカインを保管した。これにより、彼は新しい流通ネットワークを構築し、政治的影響力を高めることができた。ガルシア・アブレゴは麻薬の密売に加えて、資金洗浄のために数百万ドル規模の現金を発送していた。 1994年頃にガルフ・カルテルはカリ・カルテルの供給業者からアメリカへの「全コカイン出荷量の3分の1」を扱っていたと推定された。 1990年代、メキシコの司法長官事務所であるPGR（Procuraduría General de la República）は、ガルフ・カルテルの規模は「100億ドル以上の価値がある」と推定した。
アメリカの汚職
ガルシア・オブレゴの関係はメキシコ政府の汚職を超えてアメリカ合衆国にまで広がった。ガルシア・アブレゴの密売人の一人であるフアン・アントニオ・オルティスが逮捕されたことにより、カルテルが1986年から1990年にかけて米国移民帰化局（INS）のバスで大量のコカインを輸送していたことが知られるようになった。バスは大きな輸送手段となった。アントニオ・オルティスが指摘したように、彼らは決して国境で止められなかったからだ。
INSバス詐欺に加えて、ガルシア・アブレゴがテキサス州兵と麻薬カルテルのために南テキサスからヒューストンまで大量のコカインとマリファナをトラックで輸送する「特別取引」を結んでいたことも判明した。
ガルシア・アブレゴの影響範囲は、1986年にクロード・デ・ラ・オーというアメリカ連邦捜査局(FBI)捜査官がガルシア・アブレゴに対する証言で、10万ドル以上の賄賂を受け取り、FBIを危険にさらす可能性のある情報を漏洩したと述べたことで知られるようになった。1989年にクロードは理由は不明だが事件から外され、1年後に退職した。ガルシア・アブレゴはアメリカの法執行活動に関するさらなる情報を収集するために捜査官に賄賂を贈った。
ガルシア・アブレゴの逮捕
ガルシア・アブレゴの事業は非常に大きくなり、FBIは1995年に彼を最重要指名手配者のトップ 10に入れた。彼はそのリストに載った最初の麻薬密売人となった。 1996年1月14日にガルシア・アブレゴはヌエボ・レオン州モンテレイの牧場の外でメキシコ当局によって逮捕された。ガルシア・アブレゴはすぐにアメリカ側に引き渡され、逮捕から8か月後に裁判にかけられた。
ガルシア・アブレゴは、資金洗浄、麻薬所持、麻薬密売の22件で有罪判決を受けた。陪審員らはまた、ガルシア・オブレゴの資産3億5000万ドルの差し押さえも命じた。これは以前の計画より7500万ドル多い額である。フアン・ガルシア・アブレゴは現在、米国コロラド州の厳重警備刑務所で11回の終身刑で服役している。1996年にガルシア・アブレゴの組織が彼の保護のために政治家や法執行官に数百万ドルの賄賂を支払ったことが明らかになった。その後、メキシコ連邦司法警察を担当する司法副長官がガルシア・アブレゴを守るために900万米ドル以上を貯めていたことが逮捕後に判明した。
ガルシア・オブレゴの逮捕には汚職疑惑も浮上した。メキシコ政府はガルシア・オブレゴの居場所をずっと知っており、政府内の汚職の程度について同氏が持っていた情報を理由に逮捕を拒否していたと考えられている。逮捕された警官はFJPの司令官で、ガルシア・オブレゴの逮捕を実行したとして、ライバルのカルテルから防弾車のマーキュリー・ グランド・マーキスと50万米ドルを受け取ったとされている。
ガルシア・オブレゴの逮捕はアメリカの要求を満たし、3月1日に投票が予定されている貿易相手国としての司法省（DOJ）の認定を満たすためだったと主張するさらなる理論が提唱されている。ガルシア・アブレゴは1996年1月14日に逮捕され、メキシコはその直後の3月1日に認定を受けた。
アメリカ合衆国 vs. ガルシア・アブレゴ
ヌエボ・レオン州モンテレイ市郊外でガルシア・アブレゴは逮捕されると首都メキシコシティに送られ、その後に米国連邦捜査官が専用機でテキサス州ヒューストンに身柄を移された。スラックスと縞模様のシャツを着たガルシア・オブレゴはすぐにアメリカ合衆国側に引き渡され、そこでFBI捜査官から事情聴取を受け、「人々に殺害と拷問を命じた」こと、メキシコ政府の高官に賄賂を贈ったこと、そして大量の麻薬を密輸したことを証言した。しかし、メキシコ当局はその証明書は「詐欺」であると主張したが、ガルシア・アブレゴはアメリカ出生証明書も持っていたため、検察官はガルシア・アブレゴをアメリカ国民として裁判した。彼はまた、ガルシア・オブレゴが確かにメキシコで生まれたと主張する公式出生証明書を持っていた。ブラウンズビル・ヘラルド紙によると、ガルシア・オブレゴは法廷に笑いながら法廷に入り、彼の言葉をスペイン語から英語に翻訳するのを手伝ってくれた弁護士と生き生きと話したという。判事がガルシア・オブレゴに対し、残りの人生を刑務所で過ごすつもりだと告げてから数時間後、検察にとって死刑は問題外となった。
1998年5月8日に法廷で提出された事実文書によると、マタモロスを拠点とする湾岸カルテルの犯罪シンジケートは、1970年代半ばから1990年代半ばにかけて、米国に膨大な量の麻薬を密売する責任を負っており、ガルシア・アブレゴは11回の終身刑を言い渡された。 4週間の裁判中、「法執行官から有罪判決を受けた麻薬密輸業者まで」に至る84人の証人が、ガルシア・アブレゴが大量のコロンビア産コカインを飛行機で密輸し、メキシコと米国の国境沿いのいくつかの国境都市に保管していたと証言した。
さらに、ガルシア・アブレゴは以前テキサス州ブラウンズビルで6年間の自動車窃盗容疑で逮捕されていたが、後に何の罪も問われずに釈放されたことが話題になった。ガルシア・オブレゴのために3,000万ドル以上を洗浄したとして、麻薬王が逮捕される前に、リオ・グランデ・バレー出身の男2人が起訴された。彼はまた、1984年に麻薬敵対者らが治療を受けていたラ・クリニカ・ラヤ病院での6人の虐殺と1991年には18人の囚人が殺害されたセレソ刑務所の虐殺でも責任を問われた。

### ガルシア・アブレゴ時代以降
ガルシア・アブレゴが1996年にメキシコ当局に逮捕され、その後米国に追放された後、権力の空白が残り、数人のトップメンバーがガルフ・カルテルのリーダーシップを巡って争った。

## アメリカ当局との対立
1999年11月9日にマタモロスで麻薬取締局（DEA）とFBIのアメリカ人職員2名がカルデナス・ギレンとその手下約15名に銃を突きつけられて脅された。2人の職員はガルフ・カルテルの活動に関する情報を収集するために情報提供者とともにマタモロスへ出向いていた。カルデナス・ギレンは捜査員と情報提供者に車から降りるよう要求したが、彼らは彼の命令に従うことを拒否した。カルデナス・ギレンが従わなければ殺すと脅し、部下が銃撃の準備をする中、事件はさらにエスカレートした。捜査官らは、米国連邦職員を殺害すればアメリカ政府から大規模な捜索が行われるだろうと彼に説得しようとした。カルデナス・ギレンは最終的に彼らを解放し、もし彼らが自分の本拠地に戻ってきたら殺すと脅した。
この対立は、ガルフ・カルテルの指導体制を取り締まる大規模な法執行活動のきっかけとなった。メキシコ政府とアメリカ政府はカルデナス・ギレン逮捕に向けた取り組みを強化した。対立が起こる前は、彼は国際的な麻薬取引ではマイナーな関係者とみなされていたが、この事件で彼の評判は一変し、最重要指名手配犯の一人となった。FBIとDEAは彼に対して数々の告訴を行い、ギレンの逮捕に対して200万米ドルの報奨金を用意した。

### 逮捕と引き渡し

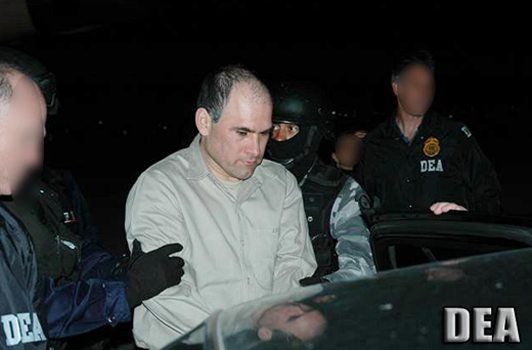
メキシコから米国への引き渡されるカルデナス・ギレン

ガルフ・カルテルの元リーダー、オシエル・カルデナス・ギレンは、2003年3月14日にタマウリパス州マタモロス市でメキシコ軍とガルフ・カルテルの武装集団との銃撃戦で逮捕された。彼はFBIの10人の最重要指名手配逃亡者の1人であり、 FBIは彼の捕獲に200万ドルを提示していた。メキシコ政府の記録によれば、この 6 か月にわたる軍事作戦は秘密裏に計画され、実行された。この情報を知っていたのはビセンテ・フォックス大統領、メキシコ国防長官のリカルド・クレメンテ・ベガ・ガルシアとメキシコ司法長官のラファエル・マセド・デ・ラ・コンチャだけだった。逮捕後、カルデナスは厳重警備の連邦刑務所ラ・パルマに移送された。しかし、カルデナスは刑務所からでもガルフ・カルテルを指揮していたと考えられており、後にアメリカに引き渡され、マネーロンダリングと麻薬密売の罪そして米国連邦職員に対する殺害の脅迫でテキサス州ヒューストンの刑務所で25年の刑を宣告された。
PGRとエル・ウニサル紙の報告によると、カルデナスとティファナ・カルテルのベンハミン・アレジャノ・フェリックスは獄中で同盟を結んだという。さらに、カルデナスは手書きのメモを通じて、メキシコ沿いおよびアメリカへの麻薬の移動に関する命令を出し、処刑を承認し、警察の購入を許可する書類に署名した。そして弟のアントニオ・カルデナス・ギレンがガルフ・カルテルを率いていた間も、カルデナスは弁護士や刑務官からのメッセージを通じて刑務所から重要な命令を出していた。
しかし、カルデナスの逮捕と引き渡しにより、ガルフ・カルテルとロス・セタス双方の幹部数名が、アメリカへの重要な麻薬ルートである特にタマウリパス州のマタモロス、ヌエボ・ラレド、レイノサ、タンピコの各都市をめぐって争うことになった。彼らはまた、沿岸都市アカプルコ、ゲレーロ、カンクン、キンタナ・ロー州のためにも戦った。カルデナスの引き渡し後、ヘリベルト・ラスカーノは暴力と脅迫によってロス・セタスとガルフ・カルテルの両方を掌握した。かつてカルデナスに忠誠を誓っていた幹部らは、特定の領土を管理するために数人の幹部を任命することでカルテルを再編しようとしたラスカノの命令に従い始めた。
モラレス・トレビーニョはヌエボ・レオンの指揮官に任命された。マタモロスのホルヘ・エドゥアルド・コスティージャ・サンチェス。 エル・カリスの愛称で知られるエクトル・マヌエル・サウセダ・ガンボアがヌエボ・ラレドを掌握した。エル・ゴヨとして知られるグレゴリオ・サウセダ・ガンボアは、弟のアルトゥーロとともにレイノサ広場を掌握した。アルトゥーロ・バスルト・ペーニャ（別名エル・グランデ）とイバン・ベラスケス＝カバレロ（別名エル・タリバン）がキンタナ・ロー州とゲレーロを掌握した。アルベルト・サンチェス・ヒノホサ、別名コマンダンテ・カスティージョがタバスコを引き継いだ。しかし、継続的な意見の相違により、ガルフ・カルテルとロス・セタスは避けられない分裂に導かれていた。2013年8月18日にガルフ・カルテルのリーダーであるマリオ・ラミレス・トレビノが逮捕された。
アメリカ vs オシエル・カルデナス・ギレン
2007年にカルデナスはアメリカ側に引き渡され、大量のマリファナとコカインの密売に関与した罪で起訴され、「継続的犯罪企業法」（「麻薬王法」としても知られる）に違反した。また、米国連邦職員2名を脅迫した罪でも起訴された。 1999年にタマウリパス州マタモロス市で二人の捜査官が麻薬密売組織と対立したことをきっかけに、アメリカ政府はカルデナスを起訴し、メキシコ政府にカルデナスを逮捕するよう圧力をかけた。 2010年にカルデナスは22件の連邦罪で起訴された後、最終的に懲役25年の判決を受けた。裁判は非公開にされ、一般の人々は議事を傍聴することができなかった。訴訟はテキサス州の国境都市ブラウンズビルにあるテキサス州南部地区連邦地方裁判所で行われた。カルデナスは、収監されているスーパーマックス刑務所で他の囚人との交流から隔離されている。
カルデナスの資産のうち3,000万ドル近くがテキサス州の複数の法執行機関に分配された。カルデナスは自身の終身刑と引き換えに、諜報情報に関してアメリカ諜報員と協力することに同意した。米国連邦裁判所は、カルデナスが所有する2機のヘリコプターをカナダ事業開発銀行とGEカナダ設備融資にそれぞれ与えた。どちらも「麻薬収益」から購入されたものであった。

### ロス・セタスの分裂
ガルフ・カルテルとロス・セタスのどちらが分裂につながった紛争を始めたのかは不明である。しかし、オシエル・カルデナス・ギレンの捕獲と引き渡し後、ロス・セタスが収益、会員数、影響力においてガルフ・カルテルを上回ったことは明らかである。いくつかの情報源によると、ロス・セタスの覇権の結果として、ガルフ・カルテルが執行者グループの力の増大に脅威を感じ、影響力を縮小することを決定したが、最終的にはその試みに失敗し、抗争事件を扇動したことを明らかにしている。タマウリパス州マタモロスとタマウリパス州レイノサにガルフ・カルテルが残した麻薬幟によると、その決裂の理由は、ロス・セタスが恐喝、誘拐、暗殺、窃盗、その他の行為を含むまで活動を拡大したことであった。ロス・セタスはそのような虐待を容認したくなく、タマウリパス州の中に独自の横断幕を掲示することで非難に応じ、反論した。彼らは、自分たちが執行者として働いていたときにガルフ・カルテルの命令に従って処刑と誘拐を実行しており、それらはその唯一の目的のために彼らによって作成されたと鋭く指摘した。また、ロス・セタスは、ガルフ・カルテルも無実の民間人を殺害し、その残虐行為をロス・セタスのせいにしていると述べた。
それにもかかわらず、他の情報源は、オシエルの弟でガルフ・カルテルの後継者の一人であるアントニオ・カルデナス・ギレンがギャンブルが性依存症、麻薬中毒だったことを明らかにしており、そのためロス・セタスは彼のリーダーシップを組織への脅威と考えるようになった。しかし、他の報告書では、オシエルの引き渡し後に誰がカルテルのリーダーシップを引き継ぐかについての意見の不一致により分裂が起こったと述べている。ガルフ・カルテルのリーダー候補者はアントニオ・カルデナスとホルヘ・エドゥアルド・コスティーリャ・サンチェスだったが、ロス・セタスは現在のトップであるエリベルト・ラスカーノ・ラスカーノのリーダーシップを望んでいた。しかし、他の情報源は、ガルフ・カルテルがシナロア・カルテルのライバルとの停戦協定締結を模索し始め、ロス・セタスは協定締結を認めたくなかったため、独立して行動し、最終的には分裂することになったと述べている。一方、他の情報源は、ロス・セタスがベルトラン・レイバ・カルテルと同盟するためにガルフ・カルテルから離脱し、それが両者間の抗争につながったことを明らかにしている。他の情報源では、両者の間の紛争のきっかけとなったのは、ガルフ・カルテルの副官であるサミュエル・フローレス・ボレゴ（別名エル・メトロ 3 ）が、ロス・セタス副官のセルヒオ・ペーニャ・メンドーサ（別名エル・コンコルド 3 ）を、意見の相違により殺害したことであると述べている。タマウリパス州レイノサの麻薬回廊で、二人は保護した。ロス・セタスは死後すぐに、ロス・セタスはガルフ・カルテルに犯人の引き渡しを要求したが、彼らは応じず、それが抗争事件の引き金になったと専門家はみている。
タマウリパス州は、ガルフ・カルテルの実行部隊ロス・セタスがガルフ・カルテルから分裂して反旗を翻し、血なまぐさい縄張り争いが始まった2010年初頭まで、ほとんど暴力を免れていた。敵対行為が始まると、湾岸組織はかつてのライバルであるシナロア・カルテルとラ・ファミリア・ミチョアカナと手を組み、ロス・セタスを倒すことを目指した。その結果、ロス・セタスはフアレス・カルテル、ベルトラン・レイバ・カルテル、ティファナ・カルテルと同盟を結んだ。

## 現在

### ガルフ・カルテルの内紛

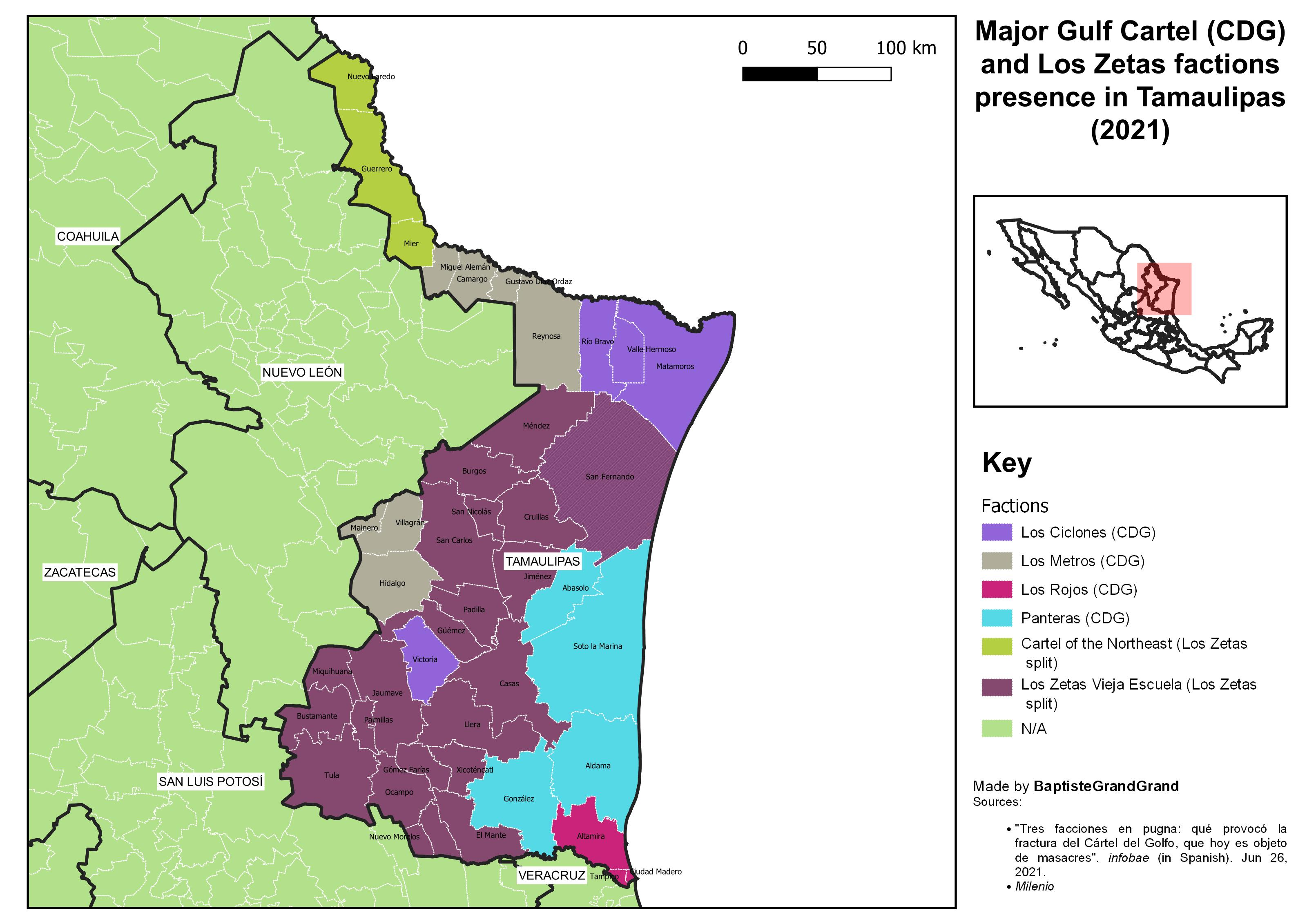
2021年時点のガルフ・カルテルの派閥。
ロス・シクロネス
ロス・メトロス
ロス・ロホス
パンテラス

1990年代後半にガルフ・カルテルの元リーダーであるオシエル・カルデナス・ギレンは、タマウリパス州のいくつかの都市でロス・セタス以外にも同様の武装グループを設立した。これらのグループはそれぞれ無線コードによって識別されていた。ロホ（赤い人たち）はレイノサに拠点を置く麻薬組織、ロス・メトロスは本拠地をマタモロスに置く麻薬組織、そしてロボス（オオカミ）はラレドにて設立された麻薬組織である。ガルフ・カルテルのロス・メトロスとロス・ロホスの間の内紛は2010年に始まり、エル・R-1の愛称で知られるフアン・メヒア・ゴンサレスがレイノサ地域ボスの候補者として見逃され、「フロンテラ・チカ」に送られた。 この地域はミゲル・アレマン、カマルゴ、シウダード・ミエールを含む地域の事で、テキサス州スター郡から米国とメキシコの国境を直接越えたところにある。メヒア・ゴンサレスが望んでいたエリアはサミュエル・フローレス・ボレゴに与えられ、ロス・メトロスがロス・ロホスの上にあったことを示唆している。
モニター紙が発表した未確認の情報は、ロス・ロホスの二人のリーダーであるメヒア・ゴンサレスとラファエル・カルデナス・ベラが協力してフローレス・ボレゴを殺害したことを示した。ラファエル・カルデナス・ベラは、2010年11月5日にメキシコ軍を率いて叔父のアントニオ・カルデナス・ギレンを追跡し殺害させたと信じていたため、フローレス・ボレゴとメトロズに恨みを抱いていた。
他の情報源によると、この内紛は、ロホ夫妻がガルフ・カルテルの宿敵ロス・セタスに対して「甘すぎる」のではないかという疑惑によって引き起こされた可能性がある。2010年初めに湾岸カルテルとロス・セタスが分裂したとき、ロホ家の一部のメンバーは湾岸カルテルに留まったが、他のメンバーは離脱してロス・セタスの勢力に加わることを決めた。
InSight Crime は、ロス・ロホスとロス・メトロスの根本的な意見の相違はリーダーシップをめぐるものだったと説明している。カルデナスにより忠実な人々はロス・ロホスに残り、一方、フロレス・ボレゴのようなホルヘ・エドゥアルド・コスティーリャ・サンチェスに忠実な人々はロス・メトロスを擁護した。
当初、ガルフ・カルテルは順調に運営されていたが、2011年9月2日にフローレス・ボレゴが殺害されたことでガルフ・カルテルの2つの派閥間の内紛が始まった。ロス・ロホスがガルフ・カルテルの最大派閥であるロス・メトロスを攻撃したとき、タマウリパス州全域で銃撃戦が勃発し、相互に麻薬が盗まれたが、ロス・メトロスはタマウリパス州マタモロスからミゲル・アレマンまで広がる主要都市の支配をなんとか維持した。
一部の専門家は、ガルフ・カルテルは「政治的変化を求めていない」ため、国家に直接の脅威を与えておらず、自分たちのビジネスを放っておくことを望んでいるだけだと主張するのは難しいとしている。観察によると、湾岸カルテルは領土を管理し、住民に対して独自の規則（しばしば暴力的で血なまぐさい規則）を課している。そしてそうすることで、彼らは本質的に、同じく領土に対する主権を主張する国家との「競争相手」となる。他の麻薬密売組織と同様、湾岸カルテルも政府機関、特に州および地方レベルで、多額の利益を利用して役人に賄賂を贈呈することで政府機関を破壊している。

## 活動地域

### アメリカ
ガルフ・カルテルは、アメリカ合衆国内では、たとえばテキサス州ミッション、ローマ、リオグランデシティなどで活動する重要な手先組織を持ち、その存在は拡大していると推測されている。米国外交官で大使のトーマス・A・シャノンは、ガルフ・カルテルのような犯罪組織がメキシコと中米の犯罪組織を「実質的に弱体化」させ、アメリカで暴力の急増を引き起こしていると述べた。米国国家麻薬脅威評価では、ガルフ・カルテルのような麻薬密売組織はメキシコに比べてアメリカでは組織化されていない傾向があり、アメリカ国内での活動をストリートギャングに依存していることが多いと述べた。ガルフ・カルテルの幹部数名の逮捕と、麻薬関連の暴力や誘拐により、メキシコでの麻薬戦争と麻薬カルテルがテキサスに定着しつつあるとの懸念がテキサス当局の間で高まっている。ガルフ・カルテルと米国の刑務所内のギャングとの強い結びつきも、米国当局者の懸念を引き起こしている。報告書によると、メキシコの麻薬カルテルは米国の1,000以上の都市で活動している。2013年にガルフ・カルテルの高位メンバーであるアウレリオ・カノ・フローレスは、この15年間で米国陪審によって有罪判決を受けた最高位のカルテルメンバーとなった。2020年1月にアメリカのガルフ・カルテルの高位メンバーであるホルヘ・コスティージャ＝サンチェスは、コカインとマリファナを米国に流通させる国際的な麻薬密売陰謀で有罪を認めた。

### ヨーロッパ
ガルフ・カルテルは、ロス・セタスとも関係があるイタリアの組織犯罪組織「ンドランゲタ」と関係があると考えられている。報告書によると、テキストは「通常は傍受が難しい」ため、ガルフ・カルテルは「ンドランゲタ」と通信するためにBlackBerryスマートフォンを使用していたという。2009年に湾岸諸国の組織は、対米ドルでのユーロ高と相まって、ヨーロッパでの市場機会を拡大することが、同大陸で広範なネットワークを確立することを正当化すると結論づけた。需要と麻薬消費の主な地域は、ソ連の後継国家である東ヨーロッパ諸国である。西ヨーロッパでは、主にコカインの使用が増加している。ヨーロッパの麻薬市場は、米国の市場と並んで世界で最も儲かる市場の一つであり、メキシコの麻薬カルテルはヨーロッパのマフィアグループと取引していると考えられている。

### アフリカ
ガルフ・カルテルや他のメキシコ麻薬密売組織はアフリカの北部と西部で活動している。コカインはアフリカでは栽培されていないが、ガルフ・カルテルなどのメキシコ組織は現在、戦争、犯罪、貧困によって苦境に陥っている西アフリカの法の支配を利用して、ますます儲かるヨーロッパ諸国への供給ルートを確立し、違法薬物市場を拡大している。